# Philippine American Football League 2019
La Philippine American Football League 2019 è stata la 10ª edizione del campionato filippino di football americano di primo livello, organizzato per la quarta volta dalla PTFL.

## Squadre partecipanti
| Club             | Città       | Stadio | Sponsor ufficiale | Risultato nella stagione 2018 |
| ---------------- | ----------- | ------ | ----------------- | ----------------------------- |
| Manila Datu      | Manila      |        |                   |                               |
| Manila Wolves    | Manila      |        |                   |                               |
| Quezon Wildboars | Quezon City |        |                   |                               |
| Taguig Vipers    | Taguig      |        |                   |                               |

## Stagione regolare

### Calendario

#### 1ª giornata
| 1º settembre 2019 | Manila Wolves | 10 – 8 | Manila Datu |  |

| 1º settembre 2019 | Quezon Wildboars | 16 – 0 | Taguig Vipers |  |

#### 2ª giornata
| 15 settembre 2019 | Manila Wolves | 29 – 0 | Quezon Wildboars |  |

| 15 settembre 2019 | Manila Datu | 38 – 0 | Taguig Vipers |  |

#### 3ª giornata
| 29 settembre 2019 | Manila Wolves | 60 – 9 | Taguig Vipers |  |

| 29 settembre 2019 | Manila Datu | 38 – 0 | Quezon Wildboars |  |

#### 4ª giornata
| 6 ottobre 2019 | Taguig Vipers | 21 – 18 | Quezon Wildboars |  |

| 6 ottobre 2019 | Manila Datu | 24 – 10 | Manila Wolves |  |

#### 5ª giornata
| 13 ottobre 2019 | Taguig Vipers | 7 – 51 | Manila Datu |  |

| 13 ottobre 2019 | Quezon Wildboars | 0 – 74 | Manila Wolves |  |

#### 6ª giornata
| 27 ottobre 2019, ore 10:00 | Quezon Wildboars | - – - | Manila Datu |  |

| 27 ottobre 2019, ore 12:00 | Manila Wolves | 78 – 0 | Taguig Vipers |  |

### Classifica
La classifica della regular season è la seguente:
- PCT = percentuale di vittorie, G = partite giocate, V = partite vinte, P = partite perse, PF = punti fatti, PS = punti subiti

| Pos. | Squadra          | PCT  | G | V | N | P | PF  | PS  |
| ---- | ---------------- | ---- | - | - | - | - | --- | --- |
| 1    | Manila Wolves    | .833 | 6 | 5 | 0 | 1 | 261 | 41  |
| 2    | Manila Datu      | .800 | 5 | 4 | 0 | 1 | 159 | 27  |
| 3    | Quezon Wildboars | .200 | 5 | 1 | 0 | 4 | 34  | 162 |
| 4    | Taguig Vipers    | .183 | 6 | 1 | 0 | 5 | 37  | 261 |

## Playoff

### Tabellone
|  | Semifinali | Semifinali    | Semifinali |             |    | IV Finale | IV Finale     | IV Finale |  |
|  |            |               |            |             |    |           |               |           |  |
|  |            |               |            |             |    | 1         | Manila Wolves | 29        |  |
|  |            |               |            |             |    | 1         | Manila Wolves | 29        |  |
|  |            |               |            | Manila Datu | 34 |           |               |           |  |
|  | 2          | Manila Datu   | 44         | Manila Datu | 34 |           |               |           |  |
|  | 2          | Manila Datu   | 44         |             |    |           |               |           |  |
|  | 4          | Taguig Vipers | 8          |             |    |           |               |           |  |

### Semifinali
| 3 novembre 2019 | Manila Datu | 44 – 8 | Taguig Vipers |  |

### Finale IV
| 17 novembre 2019 | Manila Wolves | 29 – 34 | Manila Datu |  |

## Verdetti
- Manila Datu Campioni delle Filippine 2019